# Taganrog
Taganrog (klemtoon op de slotlettergreep, Russisch: Таганро́г, [təɡɐnˈrok]) is een belangrijke haven- en industriestad in de Russische oblast Rostov, gelegen aan de noordoostelijke kust van de Taganrogbaai en aan de Zee van Azov (het noordoostelijke deel van de Zwarte Zee) op 67 kilometer ten westen van Rostov aan de Don.

## Geschiedenis
De stad is vooral bekend vanwege het feit dat Peter de Grote hier op 12 september 1698 de eerste basis van de Russische marine officieel opende. De opgang en ontwikkeling van de stad zijn gelieerd aan de geschiedenis van het Russische Rijk, waarbij vooral de Russische imperiale expansie naar het zuiden op zoek naar toegang tot de zuidelijke zeeën van belang was. De stad is ook bekend als de geboorteplaats van Anton Tsjechov.

### Prehistorie
Opgravingen door het Duits Archeologisch Instituut (Deutsches Archäeologisches Institut) en het Archeologisch Genootschap van de Don leidden tot de conclusie dat er zich een Griekse nederzetting heeft bevonden op de plaats van het huidige Taganrog, die werd gesticht in de 7e eeuw v.Chr.. Deze plaats speelde een belangrijke rol in de tijdlijn van de vroege Griekse kolonisatie van het Zwarte Zeegebied en werd waarschijnlijk kort na Berezaneiland aan de Borysthenes en Histria gesticht. De plaats is in elk geval ouder dan de eerste nederzettingen en koloniën van het Bosporuskoninkrijk (in de Straat van Kertsj) of Tanaïs, die tussen 580 en 60 v.Chr. werden gesticht. De naam zou volgens verschillende wetenschappers het Emporion Kremnoi kunnen zijn geweest op de kust van de Palus Maeotis, die wordt genoemd door Herodotus.

### Stichting van Taganrog

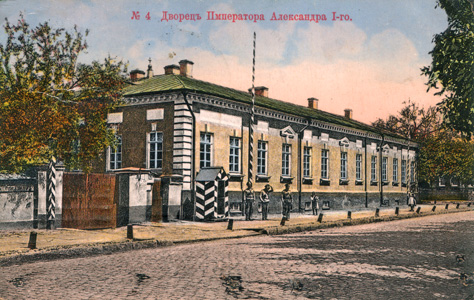
Het voormalige paleis van Alexander I van Rusland

Nadat de Russische troepen in 1687 en 1689 al zonder veel succes het Krimkanaat hadden aangevallen, werd besloten om de acties te richten op het veroveren van het Turkse fort Azau.
Peter de Grote had in 1695 een mislukte poging gedaan om het Ottomaanse fort Azau te veroveren en zo een toegang te forceren tot de Zee van Azov en de Zwarte Zee tijdens de Eerste Azovcampagne, maar Peter liet de Azov Flottielje bouwen in de winter van 1695/1696 en tijdens de Tweede Azovcampagne wist hij daarop op 18 juli 1696 wel de overwinning te behalen door de gecombineerde inzet van landtroepen en de Azov Flottielje over zee. Om het fort Azau -wat daarop werd hernoemd tot Azov- in bezit te kunnen houden en de Ottomaanse vloot op afstand te kunnen houden, gaf Peter bevel tot het uitbreiden van de bestaande Azov Flottielje tot de Azov-vloot. Deze vloot werd door Peter onder het bevel geplaatst van admiraal Fjodor Golovin, een bojaar en de opvolger van de Zwitser Franz Lefort. Golovin werd ondersteund door de Nederlandse viceadmiraal Cornelis Cruys en konter-admiraal Jan van Rees. Voor de vloot was echter een geschikte haven nodig en daarom gaf Peter de opdracht om op zoek te gaan naar een geschikte locatie. Een expeditie zeilde kort na de verovering van het fort Azau uit op 26 juli 1696 en vond deze nog op dezelfde dag bij een kaap die Taganrog werd genoemd.
De stad werd officieel op 12 september 1698 gesticht door Peter de Grote als de eerste Russische marinehaven met het fort Troitski (vernoemd naar de Troitski (Heilige Drie-eenheid) kathedraal, die bij het fort werd gebouwd). De stad had bij oprichting geen naam, maar werd meestal Troitski aan de Taganrog genoemd en soms ook Taganrog-gorod ("Taganrog-stad") of gewoon Taganrog. De naam Taganrog werd pas officieel ingesteld halverwege de 18e eeuw. De naam is een samentrekking van het Turkse woord tagan ("onderstel van de ketel", "driepoot") voor het gebied waarin de stad ligt en het Russische woord rog ("kaap"); "kaap waar ondersteuning was voor een vuur"; "vuurtoren".
Taganrog was een van de eerste Russische steden die volgens een gedetailleerd stadsplan werd gebouwd. Viceadmiraal Cornelis Cruijs, die wordt gezien als de architect van de Russische Marine, was van 1698 tot 1702 en opnieuw in 1711 de eerste bestuurder van de plaats Taganrog en gaf de eerste kaarten uit van de rivieren Azov en Don. Het project voor de planning en de bouw van de gebouwen van de stad werd opgesteld in 1698 op basis van de instructies die werden gegeven door Peter de Grote.

### Ontwikkeling en vernietiging in de 18e eeuw
In 1704 begon de ontginning van de nieuwe landbouwgronden. Het jaar daarop werden de keizerlijke wijngaarden en boomgaarden geplant. De bouw en constructie van de zeehaven, het fort en de stad kwam gereed tegen het einde van het eerste decennium van de 18e eeuw. De zeehaven van Taganrog bestond uit een onregelmatig wateroppervlak van ongeveer 774.000 vierkante meter en was de eerste kunstmatige haven van Rusland. Het vijfhoekige fort werd gebouwd op de kaap. In het fort werden stenen woonverblijven voor de soldaten en de burgerbevolking gebouwd.
Halverwege het jaar 1711 woonden er al meer dan 8000 mensen in Taganrog volgens een lokale instantie. Toen de ontwikkeling van het sociale leven in het gebied vorderde, wist Taganrog haar militair en bestuurlijk belang te behouden en werd geleidelijk aan een handwerk- en handelscentrum.
Van 1700 tot 1711 werden Taganrog en Ruslands zuidelijke grenzen beschermd door de Azov-vloot. Maar in 1710 begon het Ottomaanse Rijk een nieuwe oorlog tegen het Russische Rijk. De Russische troepen onder leiding van Boris Sjeremetev werden daarbij tijdens de Proetcampagne omsingeld door superieure Turks-Tataarse legers in de buurt van de rivier de Proet. Door deze voor de Russen rampzalig verlopen campagne werd Peter de Grote gedwongen om de Vrede van Proet te tekenen, waarbij onder andere het fort Azov overgedragen moest worden aan het Ottomaanse Rijk en waarbij Taganrog moest worden vernietigd. Op 19 september 1711 werd Taganrog daarop op bevel van Peter de Grote met de grond gelijk gemaakt en in februari 1712 verlieten de Russische troepen de stad. Voor vijftig jaar lagen zeehaven, fort en stad daarop in puin.
| 1897   | 1923   | 1926   | 1939    | 1959    | 1970    | 1979    | 1989    | 2002    |
| ------ | ------ | ------ | ------- | ------- | ------- | ------- | ------- | ------- |
| 51.000 | 68.300 | 85.600 | 189.000 | 202.000 | 254.000 | 276.400 | 291.622 | 281.947 |

### 21ste eeuw
Uit onderzoek van verscheidene media en getuigenverklaringen blijkt dat SIZO-2, een detentiecentrum in Taganrog, een beruchte Russische gevangenis is waar o.a. martelingen plaatsvinden.

## Geboren
- William Frederick Yeames (1835–1918), Brits kunstschilder
- Anton Tsjechov (1860–1904), schrijver
- Michail Tsjechov (1865–1936), de jongste broer van Anton Tsjechov en later diens biograaf
- Sofia Parnok (1885–1933), schrijfster, dichteres en vertaalster
- Alexandre Koyré (1892–1964), Frans wetenschapsfilosoof en wetenschapshistoricus van Russische oorsprong
- Boris Podolski (1896–1966), Amerikaans natuurkundige van Russische afkomst
- Faina Ranevskaja (1896–1984), actrice
- Zinovi Vysokovski (1932–2009), toneel-, variété- en filmacteur
- Viktor Poegatsjov (1948), straaljagerpiloot
- Igor Koedelin (1972), basketbalspeler
- Roman Soerzjenko (1972), striptekenaar
- Veronika Korsoenova (1992), freestyleskiester
- Aleksej Rybalkin (1993), wielrenner